# Kantai Collection
Kantai Collection (艦隊これくしょん Kantai Korekushon, tạm dịch: "Bộ sưu tập hạm đội"), thường được viết và gọi tắt thành KanColle (艦これ KanKore), là một trò chơi thẻ bài trực tuyến miễn phí được phát triển bởi Kadokawa Games. Trò chơi ra mắt vào ngày 23 tháng 4 năm 2013, ban đầu được truy cập tự do nhưng sau đó hãng phát hành DMM.com đã chặn toàn bộ lượt truy cập bên ngoài Nhật Bản. Điểm thu hút nổi bật nhất của game là đã cách điệu hóa những chiếc tàu chiến, chủ yếu là của Hải quân Đế quốc Nhật Bản, trong Chiến tranh thế giới thứ hai thành những nhân vật nữ mang phong cách moe thường thấy của anime và manga.
Tính đến tháng 5 năm 2014, dù vẫn chỉ cho phép các địa chỉ IP Nhật Bản truy cập, đã có hơn 2 triệu người đăng ký tài khoản trên máy chủ của Kantai Collection. Trò chơi phát triển thành một thương hiệu truyền thông nổi tiếng; nhiều loạt manga và light novel dựa theo đã được phát hành, cùng với một game nhập vai tabletop được cấp phép chính thức. Một series anime truyền hình và một phiên bản game trên PlayStation Vita dự kiến sẽ ra mắt vào mùa thu năm 2014. Sức phổ biến của Kantai Collection đã tác động đến nhiều mặt văn hóa giải trí và một số lĩnh vực công nghệ có liên quan tại Nhật Bản. Với lượng khổng lồ sản phẩm phái sinh như doujinshi, tranh vẽ, CD nhạc, game nghiệp dư, figure, art-book, v.v... Kantai Collection trở thành một hiện tượng văn hóa otaku và thường được so sánh với Touhou Project — một doujin game nổi tiếng trên toàn thế giới có lượng hàng hóa dựa theo cao nhất trong các sự kiện Comiket thường niên.
Bên cạnh những thành tích đón nhận ấn tượng, do bản thân trò chơi sử dụng các nguồn liệu tương đối nhạy cảm, Kantai Collection cũng bị một số quân nhân Nhật Bản từng trải qua chiến tranh chỉ trích, cùng các bình luận tỏ ý lo ngại từ các quốc gia vốn có nhiều mâu thuẫn lịch sử và chính trị với Nhật Bản như Trung Quốc và Hàn Quốc.

## Tổng quan

### Cách chơi
Trò chơi tập trung chủ yếu vào những trận chiến thẻ bài kiểu mobage, với từng nhân vật được đại diện bởi từng thẻ khác nhau và sở hữu những thuộc tính khác nhau. Mỗi nhân vật đều là phiên bản moe hóa của những tàu chiến hải quân trong Chiến tranh thế giới thứ hai và trở thành những cô gái dễ thương, được biết đến với tên "Cô gái hạm đội" (艦娘 kanmusu). Nhân cách của những "tàu chiến" này dựa theo bản thể thực tế của quá khứ và được giải thích chi tiết trong trò chơi; các đặc tính vật lý, bề ngoài và tính cách của các cô gái cũng tương quan đa hình thức với những con tàu trong thực tế (ví dụ: những con tàu có tải trọng rẽ nước lớn hơn thường được thiết kế thành những cô gái có bộ ngực lớn hơn, trừ một số ít ngoại lệ nổi bật trong nhóm tàu sân bay). Người chơi đóng vai trò của một đô đốc (提督 teitoku) và phải triển khai hợp lý hạm đội của mình trong trận chiến để giành chiến thắng. Việc chiến đấu gần như được thiết lập tự động, và thao tác chủ động của người chơi bao gồm việc quản lý vi mô như đóng tàu và sửa chữa. Hiện tại người chơi có thể triển khai một lúc bốn hạm đội khác nhau. Kẻ thù của đô đốc và các kanmusu là hạm đội đối phương được thiết kế quái dị như các sinh vật ngoài hành tinh, cũng được đại diện bởi những loại thẻ - mẫu tàu tương ứng với những cô gái của người chơi, ngoài ra còn có những trùm cuối (boss) ở các bản đồ đặc biệt. Một trận chiến thường được kéo dài từ ngày sang đêm khi cả hai bên đều đã tung hết các lượt tấn công, chu kỳ thời gian này có những ảnh hưởng tích cực và tiêu cực nhất định đến hạm đội của cả hai phe.
Mục đích phấn đấu trong suốt quá trình chơi game bao gồm vượt qua các bản đồ trận đánh, tăng điểm kinh nghiệm qua rèn giũa, tìm được những cô gái hạm đội mới đồng thời với việc sửa chữa và tái trang bị những cô gái hiện có, và hoàn thành các nhiệm vụ để lấy được tài nguyên. Các trang thiết bị mới có thể được chế tạo, từ đó cho phép những cô gái hạm đội trang bị nhiều vũ khí khác nhau tùy theo tình hình. Người chơi có thể thu nhận những kanmusu mới bằng cách nhặt ngẫu nhiên trên từng bản đồ hoặc bằng cách đóng tàu, với xác suất ngẫu nhiên là rất cao; ngẫu nhiên cũng là một phần then chốt trong cơ chế chiến đấu, trải nghiệm bản đồ và phát triển các trang thiết bị. Quá trình đóng mới, tiếp liệu và sửa chữa tàu phụ thuộc vào bốn loại tài nguyên, gồm nhiên liệu, đạn dược, thép và bauxite; tài nguyên sẽ được cung ứng tự động theo thời gian. Thay vì ngồi chờ, người chơi có thể lựa chọn việc tham gia vào các cuộc thám hiểm (trừu tượng hóa của tiếp vận trong thực tế), phi vụ và nhiệm vụ nhằm tăng thêm tài nguyên cho mình.
Việc tùy biến các con tàu có thể thực hiện được bằng cách bổ sung những trang thiết bị khác nhau vào các khe chứa còn trống của họ, qua đó giúp thêm các thuộc tính bổ sung và thậm chí đạt đến hiệu ứng đặc biệt trong một số trường hợp; những trang thiết bị như vậy bao gồm các loại súng hải quân, súng phòng không, ngư lôi, máy bay phóng lôi, máy bay ném bom bổ nhào, máy bay tiêm kích, thủy phi cơ, máy bay trinh sát, radar, turbine hơi, các loại đạn pháo đặc biệt, bom chống tàu ngầm, sonar, thùng xăng, đèn pha rọi và vỉ chống ngư lôi. Hiệu suất chiến đấu của tàu trong trận chiến phụ thuộc vào các thông số thuộc tính, cụ thể là sức chịu đựng (HP), vỏ giáp, khả năng né tránh, sức chứa máy bay, tốc độ, tầm bắn, hỏa lực, ngư lôi, đối không, đối ngầm, tầm quan sát và cả sự may mắn. Vì những tính năng trên, Kantai Collection có thể tạo cho người chơi cảm giác đang trở thành một đô đốc thực thụ và được chỉ huy hạm đội của riêng mình trong một cuộc chiến tranh.
Kanmusu có thể trở nên mạnh hơn khi họ thu được các điểm kinh nghiệm và lên cấp (level) sau trận chiến, và cũng có thể được cải biến thành mẫu mã cao cấp hơn một khi họ đạt đến một giới hạn kinh nghiệm nhất định. Những kanmusu không mong muốn có thể được "ép" cho những kanmusu khác thông qua một quá trình được gọi là "hiện đại hóa" (近代化改修 kindaika kaishu), mà sẽ xóa bỏ sự tồn tại của một con tàu để tăng thuộc tính bổ sung cho con tàu khác. Nhũng con tàu tích tụ mệt mỏi sau các phi vụ và có thể trở nên đuối sức; tàu mệt mỏi bị giảm thuộc tính trong khi tàu hưng phấn (có hiệu ứng lấp lánh) được tăng thuộc tính tạm thời. Những kanmusu có thể lấy lại sức nếu cho họ thời gian nghỉ ngơi, hoặc bằng cách phục hồi tinh thần hạm đội qua việc sử dụng tàu tiếp tế lương thực Mamiya. Khi các cô gái hạm đội đang dần bị thiệt hại, biểu tượng của họ bắt đầu nhả khói và quần áo trên người họ bị xé rách tàn tạ – một yếu tố kích thích trực quan của game; trong trường hợp sức chịu đựng bị tụt xuống đến mức thấp nhất, con tàu được xem là đã bị đánh chìm, và người chơi sẽ mất đi cô gái hạm đội này. Người chơi không bao giờ có thể hồi sinh được cô gái hạm đội đã mất, trừ phi họ đã nhanh tay cứu cô ấy bằng cách trang bị sửa chữa khẩn cấp, và chỉ có thể đào tạo lại từ đầu những con tàu đã mất nếu tình cờ đóng hay nhặt được lần nữa trong quá trình chơi về sau.
Trong khi Kantai Collection được chơi miễn phí, những phụ tùng cao cấp đặc biệt có thể thu được thông qua việc mua bằng thẻ game trả trước và thẻ tín dụng thanh toán vi mô, chẳng hạn như để mở rộng các ụ sửa chữa tàu, tăng thêm xưởng đóng tàu, mua các đồ trang trí nội thất, tăng giới hạn sở hữu tàu và các mặt hàng tiêu thụ đặc biệt. Mặc dù mỗi kanmusu trong trò chơi có giới hạn cấp độ kinh nghiệm tối đa ở mức 99, người chơi có thể xoay xở để có được "chứng từ và nhẫn kết hôn" với mệnh giá 700 yen trong thực tế hoặc thực thi một nhiệm vụ đặc biệt chỉ có một lần, cho phép người chơi—tức đô đốc—"cưới" cô gái hạm đội làm "vợ", qua đó phá vỡ giới hạn cấp độ ban đầu của họ và cho phép đạt đến mức tối đa mới là 165, bên cạnh những ưu điểm siêu việt khác như tăng các chỉ số thuộc tính và giảm các phí tổn vận hành; quá trình này có thể được lặp lại nhiều lần nếu người chơi muốn, và không có giới hạn về số lượng các cô gái hạm đội có thể "kết hôn".
Người chơi có thể chọn cách chiến đấu với những hạm đội của người chơi thực tế khác trong cùng máy chủ game thông qua một bảng chọn thực hành diễn tập. Những người chơi cũng có thể cạnh tranh số điểm của nhau thông qua bảng xếp hạng trong game, với các giải thưởng định kỳ dành cho ai đứng đầu bảng. Tính đến tháng 1 năm 2018, đã có 20 máy chủ được mở, mỗi máy chủ được đặt theo tên các căn cứ của Hải quân Đế quốc Nhật Bản vào thời thế chiến. Trò chơi hiện được hoạch định chỉ dành duy nhất cho những game thủ bên trong Nhật Bản, với một giao diện thuần nhất bằng tiếng Nhật. Đến thời điểm này, trò chơi không thể được tiếp cận từ bên ngoài Nhật Bản nếu không sử dụng một mạng riêng ảo (VPN); nhờ đó vượt qua hạn chế về IP trong nước và truy cập vào game dù vi phạm các điều khoản trò chơi trực tuyến của DMM.com. Kể từ tháng 8 năm 2013, việc đăng ký dành cho người chơi mới chỉ có thể thực hiện thông qua quay số định kỳ, nguyên nhân là do các máy chủ bị quá tải khi phải liên tục tiếp nhận một lượng lớn đăng ký mới.

### Các loại tàu
- Thiết giáp hạm (戦艦?): Có hỏa lực, khả năng phòng thủ và đối không rất cao, trong khi đòi hỏi một lượng lớn tài nguyên và dễ dàng bị tàu ngầm tấn công, né tránh chậm.[9] Thiết giáp hạm trong cả hai trận đánh ngày và đêm đều được cấp thêm lượt tấn công thứ hai, áp dụng với cả hai phe, và được sử dụng nhiều loại đạn pháo đặc biệt.[12]
- Hàng không mẫu hạm (正規空母? hay "tàu sân bay"): Cho phép phủ đầu bằng đòn tấn công trên không trước trận đánh. Các hàng không mẫu hạm có thời gian sửa chữa dài, bảo dưỡng rất tốn kém, và những chiếc máy bay đòi hỏi bauxite vốn là tài nguyên tương đối khó chu cấp. Ngoài ra, hàng không mẫu hạm trở nên vô dụng khi đến lượt đánh đêm.[9]
- Hàng không mẫu hạm hạng nhẹ (軽空母?): Đỡ tiêu tốn nguồn liệu hơn so với hàng không mẫu hạm chuẩn, và có khả năng tấn công tàu ngầm. Tuy nhiên tàu có vỏ giáp mỏng và cũng không thể tấn công vào ban đêm.[9]
- Hàng không mẫu hạm bọc thép (装甲空母?): Có khả năng chiến đấu ngay cả khi đang thiệt hại ở mức trung bình, điều không thể với các hàng không mẫu hạm hạng nhẹ và chuẩn.[12]
- Thủy phi cơ mẫu hạm (水上機母艦?): Tăng cao khả năng trinh sát phát hiện kẻ thù, từ đó ảnh hưởng nhiều đến cục diện trận chiến, tuy nhiên hầu hết tàu khá yếu. Thủy phi cơ mẫu hạm có thể trang bị tàu ngầm bỏ túi và thủy phi cơ, có khả năng tấn công tàu ngầm. Ngoài ra các tàu trong nhóm có thể được cải biến thành hàng không mẫu hạm hạng nhẹ.[9]
- Tuần dương hạm hạng nặng (重巡洋艦?): Có thể tự ứng phó với những thiệt hại đáng kể, và tiết kiệm nguồn liệu. Các tàu này có chỉ số thuộc tính khá cao về tổng thể, linh hoạt trong nhiều hoạt động, nhưng không thật sự nổi trội về bất kỳ khía cạnh nào.[9]
- Tuần dương hạm hạng nhẹ (軽巡洋艦?): Chống tàu ngầm đặc biệt tốt, sau khi đạt đến một giới hạn có khả năng thả mìn sâu diệt tàu ngầm, linh hoạt khi chiến đấu vào ban đêm. Tuy nhiên các con tàu có sức chịu đựng thấp và thường phục vụ như vai trò hỗ trợ trong hạm đội, với các hạn chế rõ rệt về hỏa lực và vỏ giáp. Chi phí bảo dưỡng thấp.[9]
- Khu trục hạm (駆逐艦?): Rất hữu ích khi đánh đêm và chỉ số đối ngầm cao, bên cạnh phí bảo dưỡng rất rẻ, ít hao tổn nguồn liệu và sửa chữa nhanh. Các tàu này có khả năng né tranh rất cao, nhưng hỏa lực yếu và vỏ giáp rất mỏng.[9]
- Tuần dương hạm phóng lôi (重雷装巡洋艦?): Chỉ có thể thu được bằng cách cải biến những tuần dương hạm hạng nhẹ nhất định.[1] Có khả năng trang bị tàu ngầm bỏ túi, cho phép thực hiện tấn công phủ đầu bằng ngư lôi trước trận đánh với uy lực rất mạnh.
- Tàu ngầm (潜水艦?): Sức chịu đựng rất dai do lẩn trốn dưới mặt nước, chỉ bị một số ít loại tàu tấn công và sở hữu lượng lớn ngư lôi với uy lực mạnh và khả năng tấn công phủ đầu. Chỉ tiêu thụ một lượng rất nhỏ tài nguyên, tuy nhiên tàu ngầm dễ dàng bị hạ bởi các tàu có trang bị sonar và mìn sâu.[9]
- Tàu ngầm hàng không (潜水空母?): Có thể mang theo thủy phi cơ.
- Thiết giáp hạm hàng không (航空戦艦?): Được cải biến từ một số thiết giáp hạm nhất định.[9] Có hỏa lực ít hơn thiết giáp hạm chuẩn, tuy nhiên tàu được trang bị thêm thủy phi cơ ném bom, nhờ vậy tấn công được tàu ngầm.[12]
- Tuần dương hạm hàng không (航空巡洋艦?): Được cải biến từ một số tuần dương hạm nhất định.[9] Có thể trang bị thêm thủy phi cơ ném bom, nhờ vậy tấn công được tàu ngầm.[12]
- Tàu tấn công đổ bộ (揚陸艦?): Hầu hết vô dụng trong chiến đấu. Các phi cơ trực thăng đóng vai trò chống tàu ngầm, trong khi được trang bị sàn đáp để tăng các tài nguyên thưởng thêm trong thám hiểm.
- Tàu sửa chữa (工作艦?): Khi được triển khai vào hạm đội sẽ từng bước sửa chữa các tàu còn lại theo thời gian, tương tự như ụ sửa tàu.[18]

Các hải vệ hạm (海防艦) cũng được lên kế hoạch thêm vào trò chơi trong tương lai; các phát triển viên dự tính sẽ cho các tàu này đóng vai trò chống tàu ngầm, và sẽ sở hữu những thiết kế dễ thương và trẻ con nhất, lý do là vì hải vệ hạm thậm chí có kích thước còn nhỏ hơn cả khu trục hạm – loại tàu đã được minh họa ở hình dáng loli trong game.

### Cô gái hạm đội
Vào thời điểm trò chơi ra mắt, đã có sẵn tổng cộng 94 cô gái hạm đội. Trong lần cập nhật lớn từ ngày 15–17 tháng 5 năm 2013, nhiều cô gái khác đã được bổ sung. Ngày 11 tháng 9 năm 2013, kanmusu không thuộc về Nhật Bản đầu tiên được thêm vào game là khu trục hạm Liên Xô Verniy (Верный), vốn là bản cải biến từ khu trục hạm Hibiki, dựa theo đúng tiến trình trong lịch sử của con tàu. Những kế hoạch từ giai đoạn đầu của trò chơi là bổ sung các tàu từ những quốc gia khác cuối cùng đã được thực hiện, với tiêu biểu là vào tháng 3 năm 2014, ba tàu của Kriegsmarine (Hải quân Đức Quốc xã) đã được thêm vào game. Đến hiện tại đã có 135 cô gái trong nguyên mẫu và 45 bản cải biến, nâng tổng số kanmusu lên 180. Trò chơi hiện đang giành không gian cho khoảng 200 loại kanmusu khác nhau. Các cô gái hạm đội được thiết kế bởi nhiều họa sĩ khác nhau; những họa sĩ tham gia vẽ nhiều nhân vật nhất gồm Shibafu, Yoshinori Shizuma, Konishi, Kūrokuro, Akemi Mikoto và 9 người khác. Shimada Fumikane, người từng đảm nhiệm vai trò chỉ đạo thiết kế nhân vật trong Strike Witches và Girls und Panzer, đã đóng góp bản thiết kế và minh họa cho hàng không mẫu hạm Taihō và ba tàu của Đức Quốc xã.
Đặc điểm nổi trội của mỗi cô gái được dựa trên những khía cạnh lịch sử của các con tàu trong bản thể; cụ thể như thiết giáp hạm Kongō thường xuyên chen các từ và ngữ pháp tiếng Anh vào trong những câu thoại do bản thể của cô có nguồn gốc từ Anh Quốc, trong khi hàng không mẫu hạm Akagi được đặc tả là một cô gái phàm ăn và khu trục hạm Shimakaze nổi bật nhờ sự nhanh nhẹn của mình trong các tranh vẽ và văn hóa phẩm in ấn chính thức, bởi vì Akagi trong bản thể tiêu thụ nguồn liệu rất lớn (đặc biệt là bauxite) và Shimakaze là một trong những khu trục hạm có tốc độ nhanh nhất thời Chiến tranh thế giới thứ hai; hàng không mẫu hạm hạng nhẹ Ryūjō nổi tiếng trong cộng đồng người hâm mộ nhờ bộ ngực phẳng đáng chú ý cũng bởi bản thể của cô sở hữu một sàn đáp máy bay hoàn toàn trống trải.
Các nhân vật có những mối quan hệ nhất định với nhau thường có những đặc điểm tương tự nhau: tàu cùng lớp có thể có những trang thiết bị hay trang phục giống nhau, trong khi tất cả cô gái tàu ngầm đều được cho mặc sukumizu (một loại đồ bơi của học sinh Nhật Bản). Ngoài ra, đặc tính bề ngoài của những con tàu trong lịch sử cũng được tái hiện qua những kanmusu đại diện, ví dụ: toàn bộ nhóm thiết giáp hạm đều được trang bị súng ống dày đặc và sở hữu những bộ ngực lớn do hình dáng đồ sộ và vỏ giáp rất dày trong bản thể, các cô gái hàng không mẫu hạm được thể hiện như những kyūdō (cung thủ) với vũ khí là cung tên có đầu mũi là chiếc máy bay, hay những khu trục hạm thường được tạo hình nhỏ bé do tính chất thực tế. Một số tàu như tuần dương hạm Naka lại được gán ghép tính cách hoàn toàn ngẫu nhiên và không liên quan đến lịch sử, trong trường hợp của Naka là thích làm một thần tượng âm nhạc bởi số thứ tự thẻ của cô, 48, có sự liên hệ với nhóm nhạc nữ AKB48 nổi tiếng.
Các diễn viên lồng tiếng (seiyū) góp mặt trong trò chơi để truyền đạt câu thoại của từng nhân vật, hay thậm chí có đến mười kanmusu được cùng một seiyū lồng tiếng. Một danh sách đầy đủ những seiyū trong game hiện vẫn chưa được công bố.

#### Diễn viên lồng tiếng
| Lồng tiếng bởi: Fujita Saki |
| --- |
| - Hàng không mẫu hạm Akagi - Thiết giáp hạm Fusō - Thiết giáp hạm Yamashiro - Khu trục hạm Kagerō - Khu trục hạm Shiranui - Khu trục hạm Kuroshio - Khu trục hạm Yukikaze |
| Lồng tiếng bởi: Ōtsubo Yuka |
| - Hàng không mẫu hạm hạng nhẹ Hiyō - Hàng không mẫu hạm hạng nhẹ Jun'yō - Thiết giáp hạm Ise - Thiết giáp hạm Hyūga - Tuần dương hạm hạng nhẹ Kitakami - Tuần dương hạm hạng nhẹ Ōi - Tuần dương hạm hạng nặng Furutaka - Tuần dương hạm hạng nặng Kako                             |
| Lồng tiếng bởi: Tōyama Nao |
| - Thiết giáp hạm Haruna - Thiết giáp hạm Kongō - Thiết giáp hạm Hiei - Thiết giáp hạm Kirishima - Tuần dương hạm hạng nặng Takao - Tuần dương hạm hạng nặng Atago - Tuần dương hạm hạng nặng Maya - Tuần dương hạm hạng nặng Chōkai - Khu trục hạm Shikinami - Khu trục hạm Ayanami |
| Lồng tiếng bởi: Suzaki Aya |
| - Hàng không mẫu hạm hạng nhẹ Hōshō - Tuần dương hạm hạng nặng Mogami - Tuần dương hạm hạng nặng Aoba - Khu trục hạm Akatsuki - Khu trục hạm Hibiki / Verniy - Khu trục hạm Ikazuchi - Khu trục hạm Inazuma                                                                         |
| Lồng tiếng bởi: Taneda Risa |
| - Hàng không mẫu hạm hạng nhẹ Shōhō - Tuần dương hạm hạng nặng Myōkō - Tuần dương hạm hạng nặng Nachi - Tuần dương hạm hạng nặng Ashigara - Tuần dương hạm hạng nặng Haguro - Khu trục hạm Samidare - Khu trục hạm Suzukaze - Tàu sửa chữa Akashi                                   |
| Lồng tiếng bởi: Iguchi Yuka |
| - Hàng không mẫu hạm Kaga - Tuần dương hạm hạng nhẹ Tatsuta - Tuần dương hạm hạng nhẹ Tenryū - Tuần dương hạm hạng nặng Tone - Tuần dương hạm hạng nặng Chikuma - Tuần dương hạm hạng nhẹ Nagara - Tuần dương hạm hạng nhẹ Isuzu - Tuần dương hạm hạng nhẹ Natori                   |
| Lồng tiếng bởi: Uesaka Sumire |
| - Hàng không mẫu hạm Sōryū - Hàng không mẫu hạm Hiryū - Khu trục hạm Fubuki - Khu trục hạm Isonami - Khu trục hạm Shirayuki - Khu trục hạm Hatsuyuki - Khu trục hạm Miyuki - Khu trục hạm Murakumo                                                                                  |
| Lồng tiếng bởi: Hidaka Rina |
| - Hàng không mẫu hạm hạng nhẹ Ryūjō - Khu trục hạm Mutsuki - Khu trục hạm Kisaragi - Khu trục hạm Satsuki - Khu trục hạm Fumizuki - Khu trục hạm Nagatsuki - Khu trục hạm Kikuzuki - Khu trục hạm Mikazuki - Khu trục hạm Mochizuki - Khu trục hạm Yayoi - Khu trục hạm Uzuki       |
| Lồng tiếng bởi: Sakura Ayane |
| - Thiết giáp hạm Nagato - Thiết giáp hạm Mutsu - Tuần dương hạm hạng nhẹ Kuma - Tuần dương hạm hạng nhẹ Tama - Tuần dương hạm hạng nhẹ Kiso - Tuần dương hạm hạng nhẹ Sendai - Tuần dương hạm hạng nhẹ Jintsū - Tuần dương hạm hạng nhẹ Naka - Khu trục hạm Shimakaze               |
| Lồng tiếng bởi: Taketatsu Ayana |
| - Thiết giáp hạm Yamato - Khu trục hạm Yūgumo - Khu trục hạm Akigumo - Khu trục hạm Makigumo - Khu trục hạm Naganami |
| Lồng tiếng bởi: Nakajima Megumi |
| - Tuần dương hạm hạng nặng Mikuma - Tuần dương hạm hạng nặng Kinugasa - Tàu ngầm I-58 - Tàu ngầm I-168 |
| Lồng tiếng bởi: Bridcutt Sarah Emi |
| - Tuần dương hạm hạng nhẹ Yūbari - Khu trục hạm Maikaze - Khu trục hạm Hatsukaze - Tuần dương hạm hạng nặng Suzuya - Tuần dương hạm hạng nặng Kumano |
| Lồng tiếng bởi: Nomizu Iori |
| - Hàng không mẫu hạm Shōkaku - Hàng không mẫu hạm Zuikaku - Tuần dương hạm hạng nhẹ Kinu - Tuần dương hạm hạng nhẹ Abukuma |
| Lồng tiếng bởi: Komatsu Mana |
| - Hàng không mẫu hạm hạng nhẹ Zuihō - Khu trục hạm Hamakaze - Khu trục hạm Tanikaze |
| Lồng tiếng bởi: Hayasaka Kozue |
| - Khu trục hạm Sazanami - Khu trục hạm Oboro - Khu trục hạm Akebono - Khu trục hạm Ushio |
| Lồng tiếng bởi: Kobayashi Motoko |
| - Khu trục hạm Hatsuharu - Khu trục hạm Nenohi - Khu trục hạm Wakaba - Khu trục hạm Hatsushimo |
| Lồng tiếng bởi: Miyagawa Wakana |
| - Thủy phi cơ mẫu hạm Chitose - Thủy phi cơ mẫu hạm Chiyoda - Khu trục hạm Asashio - Khu trục hạm Ōshio - Khu trục hạm Michishio - Khu trục hạm Arashio - Khu trục hạm Arare - Khu trục hạm Kasumi                                                                                  |
| Lồng tiếng bởi: Tanibe Yumi |
| - Tuần dương hạm hạng nhẹ Yura - Khu trục hạm Shigure - Khu trục hạm Shiratsuyu - Khu trục hạm Murasame - Khu trục hạm Yūdachi |
| Lồng tiếng bởi: Ise Mariya |
| - Tàu ngầm hàng không I-401 |
| Lồng tiếng bởi: Mamiko |
| - Tàu tấn công đổ bộ Akitsu Maru - Tàu ngầm Maru-yu - Hàng không mẫu hạm bọc thép Taihō |
| Lồng tiếng bởi: Misato |
| - Thiết giáp hạm Musashi - Tàu ngầm I-19 - Tàu ngầm I-8 |
| Lồng tiếng bởi: Yamada Yuki |
| - Tuần dương hạm hạng nhẹ Agano - Tuần dương hạm hạng nhẹ Noshiro - Tuần dương hạm hạng nhẹ Yahagi - Tuần dương hạm hạng nhẹ Sakawa |
| Lồng tiếng bởi: Endō Aya |
| - Thiết giáp hạm Bismarck - Khu trục hạm Z1 Leberecht Maass - Khu trục hạm Z3 Max Schultz |
| Lồng tiếng bởi: Ogura Yui |
| - Khu trục hạm Amatsukaze |
| Chưa xác định |
| - Khu trục hạm Urakaze - Tàu tiếp liệu tàu ngầm / Hàng không mẫu hạm hạng nhẹ Taigei / Ryūhō |

## Phát triển
Trước Kantai Collection, hầu hết các trò chơi do DMM.com phát triển đều nằm trong thể loại trực tuyến "R-18" dành cho người trưởng thành. DMM.com đã hợp tác với Kadokawa Games để sản xuất Kantai Collection trong một nỗ lực thử nghiệm nhằm thu hút thêm nhiều đối tượng khách hàng, với kết quả là trong tháng 11 năm 2013 tác phẩm này đã chiếm 30-40% tổng doanh thu các trò chơi trực tuyến của DMM.com.
Không giống như các trò chơi trực tuyến khác cũng như thường thấy trong các game xã hội miễn phí, cơ chế thanh toán hàng hóa trong Kantai Collection là sử dụng tiền thật, và các gacha không xuất hiện trong trò chơi. Việc chi tiêu không mang tính chất may rủi như trong các trò chơi sử dụng cơ chế thanh toán gacha, ở đây người chơi sẽ không phải mua "nhầm" thứ mà mình không cần hay trở nên "siêu đẳng" chỉ vì nhiều tiền ngoài đời thật, giúp tạo sự trung thực và công bằng trọng game. Người chơi sẽ phải tự thân vận động một cách siêng năng nếu muốn đánh bại kẻ thù và phát triển thêm tính năng trò chơi, đặc điểm này cũng được đánh giá cao. Căn nguyên của cơ chế này là do Kadokawa Group muốn nhắm đến một thị trường lớn hơn thay vì chỉ thu phí trong trò chơi, đó là cơ hội cho hàng loạt sản phẩm nhượng quyền thương mại sẽ được phát triển như tiểu thuyết, manga... hay bao gồm cả vấn đề sở hữu trí tuệ cùng giá cổ phiếu tăng vọt, một khi trò chơi này phát triển đủ lớn và nổi tiếng để trở thành một thương hiệu trong kế hoạch ba năm. Các hàng hóa, cô gái hạm đội, trang thiết bị về cơ bản đều không cần trả tiền nhằm thúc đẩy sự dễ dàng tiếp cận của trò chơi và tăng tính phổ biến, tiến đến đạt được thành công về truyền thông như trên của Kadokawa Games.
Tanaka Kensuke, người trước đó đảm nhận khâu điều phối sản xuất và quan hệ công chúng cho các phiên bản X, XI và XIII của dòng trò chơi nổi tiếng Final Fantasy, là nhà sản xuất, đạo diễn và lập kế hoạch cho Kantai Collection. Ý tưởng của ông là tạo ra một trò chơi có tính liên tưởng đến quá khứ nhưng không khô khan đồng thời vẫn làm hài lòng những người hâm mộ các sản phẩm trực tuyến xưa nay của DMM.com, cụ thể là những người đam mê văn hóa anime và manga. Tanaka nảy ra kế hoạch phát triển Kantai Collection khi nghĩ đến tình cảm của những người lính hải quân dành cho các chiến hạm mà họ phục vụ thời xưa, và bởi vì nhiều mảng văn hóa hiện đại của Nhật Bản đều có xu hướng làm cho "kawaii" (dễ thương), ông nắm bắt ngay khả năng tạo ra những cô gái dễ thương thu hút người chơi mà vẫn sở hữu những tính chất lịch sử thú vị. Kantai Collection cũng gây sự chú ý ở nhiều bản nhạc nền đậm phong cách hải quân truyền thống của Nhật Bản, phần lớn do Usami Hiroshi, Ohkoshi Kaori và Okamiya Michio sáng tác.

## Truyền thông

### Manga
Famitsu Comic Clear đã phát hành một bộ manga với phong cách yonkoma do Momoi Ryota thực hiện có tựa Kantai Collection - KanColle - 4koma Komikku Fubuki, Ganbarimasu! (艦隊これくしょん -艦これ- 4コマコミック 吹雪、がんばります！) từ ngày 23 tháng 4 năm 2013 bộ này ban đầu vốn không có tên Kantai Collection - KanColle - (艦隊これくしょん -艦これ-) nhưng đã thêm phần đó vào khi phát hành tập đầu tiên. Cốt truyện xoay quanh cuộc sống trong trường học hay trên thao trường của các kanmusu. Các chương sau đó đã được tập hợp lại và phát hành thành các tankōbon, tính đến ngày 01 tháng 8 năm 2014 thì có 3 tập được phát hành.
Mizumoto Tadashi thì thực hiện một bộ có tên Kantai Collection Manga Kankan Hiyori (艦これプレイ漫画 艦々日和) và đăng trực tuyến trên trang mạng SNS Cominy của Famitsu từ ngày 23 tháng 8 năm 2013. Cốt truyện là những chương ngắn tập trung vào các tình huống hài hược trong cuộc sống hằng ngày cũng như khi chiến đấu của các kanmusu. Các chương sau đó cũng được tập hợp lại, tập đầu đã phát hành vào ngày 03 tháng 4 năm 2014.
Tạp chí Monthly Comic Alive của Kadokawa Media Factory đã đăng bộ manga do Saitō Sakae thực hiện có tên Kantai Collection - KanColle - Itsuka shizuka na umi de (艦隊これくしょん -艦これ- いつか静かな海で) từ ngày 27 tháng 11 năm 2013. Bộ này được thực hiện dưới dạng tập hợp các chương truyện ngắn mỗi chương nói về một nhân vật kanmusu trong lực lượng phòng vệ biển Nhật Bản có cùng tên với các kanmusu. Các chương sau đó đã được tập hợp lại, tính đến ngày 31 tháng 3 năm 2014 thì đã có 1 tập được phát hành.
Bộ Kantai Collection -KanColle- side:Kongō (艦隊これくしょん -艦これ- side：金剛) do Sasayuki thực hiện đã đăng trên tạp chí Comptiq từ tháng 12 năm 2013 đến tháng 6 năm 2014 thì bị gián đoạn. Cốt truyện nói về nhân vật Kongō khi lọt vào trận địa và phải chiến đấu thì lại không liên lạc được với đô đốc chỉ huy qua điện thoại. Một tập tankōbon đã phát hành vào ngày 26 tháng 6 năm 2014, bản giới hạn đính kèm drama CD thì phát hành sớm hơn vào ngày 10 tháng 6 năm 2014.
Nanaroku đã thực hiện bộ KanColle Nanodesu! Kantai Collection -KanColle- (艦これなのです！ 艦隊これくしょん -艦これ-) và đăng trên tạp chí trực tuyến Age Premium của Fujimi Shobo từ tháng 1 đến tháng 5 năm 2014. Cốt truyện dựa trên các nghiên cứu của nhà nghiên cứu lịch sử quân sự Kodaka Masatoshi xoay quanh hạm đội khu trục thứ sáu có thật trong lịch sử. Các chương sau đó đã được tập hợp lại và phát hành thành 1 tankōbon.
Nito Sunaame đã thực hiện một bộ manga với sự minh họa của Wakui Sōta có tên Yuru-kan ~Onna Teitoku Purei Nikki~(ゆる艦〜女提督プレイ日記〜) và đăng trên Comic Walker phát hành miễn phí từ ngày 22 tháng 3 năm 2014. Cốt truyện nói về một nữ đô đốc giải thích về cách thời tiết có thể tác động tới môi trường và khả năng chiến đấu, đây giống như là bản giới thiệu hướng dẫn cho phiên bản nâng cấp mới với tính năng có-thể-có trong tương lai của trò chơi.
Hiroichi đã thực hiện bộ Kantai Collection -KanColle- Tomariki no Chinjufu (艦隊これくしょん -艦これ- 止まり木の鎮守府) và đăng trên tạp chí Dengeki Daioh của Kadokawa ASCII Media Works từ tháng 7 năm 2014. Cốt truyện xoay quanh cuộc sống hằng ngày của các kanmusu tại căn cứ mà không đề cập gì đến các trận chiến.

### Light novel
Toshihiko Tsukiji đã thực hiện bộ light novel với tựa Kantai Collection - KanColle - Kagerō, Batsubyō Shimasu! (艦隊これくしょん ‐艦これ‐抜錨します！) với sự minh họa của NOCO do Enterbrain phát hành với nhãn Famitsu Bunko thẳng thành các tập chứ không đăng trên tạp chí từ ngày 30 tháng 11 năm 2013. Lấy bối cảnh ở thế giới thực nơi các cô gái bắt đầu dược huấn luyện để trở thành các kanmusu. Tính đến ngày 30 tháng 7 năm 2014 thì có 3 tập được phát hành.
Uchida Hiroki đã viết một bộ light novel với sự minh họa của Mataro có tựa Kantai Collection - KanColle - Kakuyoku no Kizuna (艦隊これくしょん ‐艦これ‐ 鶴翼の絆) và đăng trên tạp chí Dragon Magazine của Fujimi Fantasia Bunko từ tháng 1 năm 2014. Lấy bối cảnh nơi mà chiến tranh thế giới thứ hai chưa hề xảy ra nhưng là nơi mà các quái vật thống trị biển cả và tiêu diệt tất cả các tàu thuyền đi vào lãnh thổ và ăn tất cả các thủy thủ chết đuối sau đó. Các kanmusu giám hộ của con người được triệu được triệu hồi dưới hình dáng các cô gái vì các con tàu mang linh hồn như thế. Cốt truyện xoay quanh hai nhân vật tàu sân bay Zuikaku và Shōkaku. Các chương sau đó đã được tập hợp lại để phát hành thành các bunkobon, tính đến ngày 25 tháng 6 năm 2014 thì đã có hai tập được phát hành.
Một bộ khác đăng trên tạp chí Comptiq của Kadokawa Shoten có tựa Kantai Collection - KanColle - Toaru Chinjufu no Tsuitachi (艦隊これくしょん ‐艦これ‐ とある鎮守府の一日) do Siidekei, Kazuyuki Takami và Bakagane thực hiện với sự minh họa của Koruri từ tháng 1 năm 2014. Cốt truyện xoay quanh cuộc việc hằng ngày của các kanmusu dưới hình dáng các cô gái bình thường khi trở về căn cứ cùng vị đô đốc luôn lo lắng cho các cô trong mỗi đợt xuất kích. Các chương sau đó cũng đã được tập hợp lại để phát hành thành các bunkobon, tính đến ngày 1 tháng 6 năm 2014 thì đã có một tập được phát hành.
Takami Kazuyuki cũng thực hiện một bộ với sự minh họa của GUNP có tựa Kantai Collection - KanColle - Ichi Kō-sen, Demasu! (艦隊これくしょん ‐艦これ‐ 一航戦、出ます!) và Kadokawa Sneaker Bunko lo việc phát hành thẳng thành các tập. Lấy bối cảnh giống như bộ Toaru Chinjufu no Tsuitachi nhưng tập trung vào các trận chiến gay cấn của các kanmusu với kẻ thù. Tính đến ngày 01 tháng 7 năm 2014 thì đã có hai tập được phát hành.

### Tuyển tập
Có nhiều tác giả tham gia vào việc thực hiện các chương manga ngắn và đăng trên các tạp chí khác nhau. Các chương này sau đó cũng đã được tập hợp lại và phát hành thành các bộ tuyển tập khác nhau.
Kadokawa Enterbrain đã phát hành bộ tuyển tập có tên Kantai Collection -KanColle- Anthology Comic Yokosuka Chinjufu-hen (艦隊これくしょん -艦これ- アンソロジーコミック 横須賀鎮守府編) với nhãn Famitsu Comic Clear từ ngày 26 tháng 9 năm 2013. Tính đến ngày 15 tháng 7 năm 2014 thì đã có 6 tập được phát hành.
Kadokawa Media Works đã phát hành bộ Kantai Collection -KanColle- Dengeki Comic Anthology Sasebo Chinjufu-hen (艦隊これくしょん -艦これ- 電撃コミックアンソロジー 佐世保鎮守府編) với nhãn Dengeki Comics NEXT từ ngày 26 tháng 11 năm 2013. Tính đến ngày 25 tháng 7 năm 2014 thì đã có 4 tập được phát hành.
Kadokawa Shoten đã phát hành bộ Kantai Collection -KanColle- Comic à la Carte Maizuru Chinjufu-hen (艦隊これくしょん -艦これ- コミックアラカルト 舞鶴鎮守府編) với nhãn Comptiq từ ngày 26 tháng 11 năm 2013. Tính đến ngày 09 tháng 8 năm 2014 thì có 5 tập được phát hành.
Ichijinsha hiện là nhà xuất bản duy nhất ngoài tập đoàn Kadokawa phát hành tuyển tập của tác phẩm với tập Kantai Collection -KanColle- Comic Anthology Kure Chinjufu-hen (艦隊これくしょん -艦これ- コミックアンソロジー 呉鎮守府編) dưới nhãn DNA Comics phát hành vào ngày 05 tháng 11 năm 2013.

### Sách
Enterbrain đã phát hành bộ sách có tên Kantai Collection -Kan Colle- Chinjufu Seikatsu no Susume (艦隊これくしょん -艦これ- 鎮守府生活のすゝめ) bộ sách này chứa các hình ảnh minh họa, các bài phỏng vấn đội ngũ họa sĩ cùng một số chương manga tuyển tập ngắn. Có tổng cộng ba tập đã phát hành tính tới ngày 12 tháng 5 năm 2014.
Kadokawa Shoten đã phát hành một quyển dành cho người hâm mộ tên KanColle Hakusho -Kantai Collection Official Book-  (艦これ白書 -艦隊これくしょん オフィシャルブック-) vào ngày 18 tháng 10 năm 2013. Quyển sách chứa nhiều hình ảnh về các tàu chiến trong hình ảnh các cô gái cũng như chứa các bài phỏng vấn.
Kadokawa Shoten cũng phát hành một quyển artbook có tên Kantai Collection -KanColle- Kanmusume Catalog (艦隊これくしょん ‐艦これ‐ 艦娘型録) vào ngày 10 tháng 6 năm 2014. Sách là một thư viện ảnh với nhiều hình nhân vật do các họa sĩ tham gia phát triển thực hiện cũng như thông số của các nhân vật này trong trò chơi.
Takarajimasha đã phát hành một tập sách lịch sử có tên Nipponkaigun "KanColle" Kōshiki Sakusen Kiroku (日本海軍「艦これ」公式作戦記録) nói về các trận hải chiến lớn có thật của lực lượng hải quân đế quốc Nhật Bản trong chiến tranh thế giới thứ hai, với nhiều hình ảnh tư liệu cũng như hình ảnh của các kanmusu vào ngày 25 tháng 3 năm 2014.
Model Graphics Navy Yard đã phát hành một cuốn sách giới thiệu cho những người đam mê mô hình tàu chiến có tên Kan Colle Pictorial Modeling Guide (艦これ ピクトリアルモデリングガイド) vào ngày 18 tháng 5 năm 2014. Sách giới thiệu các mô hình tàu chiến có xuất hiện trong trò chơi tính tới thời điểm phát hành.

### Drama CD
Một đĩa drama CD có tên Hiei, Karē wo Tsukuru (比叡、カレーを作る) đã được thực hiện và đính kèm với tập 1 phiên bản giới hạn của bộ manga Kantai Collection -KanColle- side:Kongō (艦隊これくしょん -艦これ- side：金剛) phát hành vào ngày 26 tháng 5 năm 2014.
Một đĩa drama CD khác có tên Akatsuki no Yume (暁の夢) đã được thực hiện và đính kèm với tập 1 phiên bản giới hạn của bộ manga Kantai Collection -KanColle- Suirai Sentai Kuronikuru (艦隊これくしょん -艦これ- 水雷戦隊クロニクル) phát hành vào ngày 26 tháng 6 năm 2014.

### Trò chơi
Một trò chơi nhập vai với bút và viết đã được phát triển có tên Kantai Collection - KanColle - KanColle RPG (艦隊これくしょん -艦これ- 艦これRPG), dù giống về nội dung so với phiên bản trực tuyến nhưng luật chơi hoàn toàn khác. Việc phát hành trò chơi đã được công bố trong sự kiện Comiket lần thứ 85 diễn ra vào ngày 29 đến 31 tháng 12 năm 2013. Kadokawa đã hợp tác với nhà xuất bản Fujimi Shobo để phát hành bộ sách hướng dẫn cũng như cập nhật các luật cùng các nhân vật mới để chơi trò này từ ngày 25 tháng 3 năm 2014. Tính đến ngày 25 tháng 6 năm 2014 thì đã có 3 cuốn được phát hành.
- Kantai Collection - KanColle - KanColle RPG Chakunin no Sho (艦隊これくしょん -艦これ- 艦これRPG 着任ノ書) cơ bản, ngày 25 tháng 3 năm 2014, ISBN 978-4-04-070077-9
- Kantai Collection - KanColle - KanColle RPG Kenzou no Sho Ichi (艦隊これくしょん -艦これ- 艦これRPG 建造ノ書 壱) bổ sung, ngày 25 tháng 4 năm 2014, ISBN 978-4-04-070101-1
- Kantai Collection - KanColle - KanColle RPG Kenzou no Sho Nii (艦隊これくしょん -艦これ- 艦これRPG 建造ノ書 弐) bổ sung, ngày 25 tháng 6 năm 2014, ISBN 978-4-04-070227-8

### Các hệ máy khác
Kadokawa Games đã tuyên bố đang thực hiện một phiên bản cho hệ PlayStation Vita có tên KanColle Kai (艦これ改) vào ngày 26 tháng 9 năm 2013 trong sự kiện Kadokawa Game Studio Media Briefing 2013 Autumn. Đây sẽ tựa thứ hai do Kadokawa Games thực hiện hoàn toàn sau tựa NAtURAL DOCtRINE. Theo thông tin được công bố thì phiên bản cho các hệ máy đã được phát triển gần như cùng lúc với phiên bản trực tuyến nhưng quyết định chờ một năm trước khi công bố sự tồn tại của dự án cho hệ PS Vita. Trò chơi dự tính sẽ phát hành trong năm 2015. Trước đó vài ngày thì tại sự kiện SCEJA Press Conference (SCEJAプレスカンファレンス) diễn ra vào ngày 09 tháng 9 năm 2013, trong đoạn phim giới thiệu nhân vật Akagi thì có một dòng chữ gợi ý là nên phát hành phiên bản cho hệ PS Vita.

### Anime
Diomedéa thực hiện chuyển thể anime của trò chơi với sự đạo diễn của Kusakawa Keizou và Hanada Jukki biên soạn kịch bản cùng dàn diễn viên lồng tiếng của trò chơi, dự án cũng đã được công bố tại sự kiện Kadokawa Game Studio Media Briefing 2013 Autumn và bắt đầu phát sóng 12 tập từ tháng 1 tháng 3 năm 2015.
Mùa thứ hai của anime có tựa KanColle: Itsuka Ano Umi de do hãng phim ENGI sản xuất và Miura Kazuya đạo diễn, Tanaka Kensuke soạn kịch bản. Anime lên sóng vào ngày 4 tháng 11 năm 2022 với 8 tập phim.

### Âm nhạc
Kadokawa Games đã phát hành một album chứa các bản nhạc dùng trong trò chơi vào ngày 31 tháng 10 năm 2013 với số lượng rất giới hạn. Một album khác đang có kế hoạch phát hành trong năm 2014.
| Kantai Collection Kaisen Collection (艦隊これくしょん 開戦これくしょん) | Kantai Collection Kaisen Collection (艦隊これくしょん 開戦これくしょん)                     | Kantai Collection Kaisen Collection (艦隊これくしょん 開戦これくしょん) |
| STT                                                                     | Nhan đề                                                                                     | Thời lượng                                                              |
| ----------------------------------------------------------------------- | ------------------------------------------------------------------------------------------- | ----------------------------------------------------------------------- |
| 1.                                                                      | "Unabara Koete (海原越えて)"                                                                | 1:31                                                                    |
| 2.                                                                      | "Houraigekisen, Hajime! (砲雷撃戦、始め！)"                                                 | 2:11                                                                    |
| 3.                                                                      | "Yasen! (夜戦！)"                                                                           | 2:44                                                                    |
| 4.                                                                      | "Kantai Kessen (艦隊決戦)"                                                                  | 2:44                                                                    |
| 5.                                                                      | "Houraigekisen, Hajime! ~Kyuukyoku Juukinzokuon ban~ (砲雷撃戦、始め！ ～究極重金属音版～)" | 4:13                                                                    |
| 6.                                                                      | "Choujou Kessen ~Kantai Collection ver~ (頂上決戦 ～艦隊これくしょんver～)"                 | 3:25                                                                    |
| Tổng thời lượng:                                                        | Tổng thời lượng:                                                                            | 16:48                                                                   |

Ngoài ra trò chơi còn có rất nhiều các album, đĩa đơn do người hâm mộ thực hiện dưới dạng doujin. Các album và đĩa đơn này thường chỉ được bán ở các sự kiện có liên quan đến tác phẩm hay các sự kiện như Music Media-Mix Market, Comiket... với số lượng rất giới hạn hay phân phối trực tuyến.

## Thương hiệu
Hàng loạt các sản phẩm đã được thực hiện như kết quả sự thành công của trò chơi, lượng phát triển của các sản phẩm phái sinh và sự quan tâm mạnh mẽ trong việc nhượng quyền thương mại. Việc sản xuất các bức tượng nhỏ gồm nendoroid và figma của hai nhân vật Shimakaze và Akagi đã được công bố, thêm vào đó Max Factory đã thiết kế và sản xuất các bức tượng tỷ lệ 1/7 của nhân vật Kongō ở các mức thiệt hại khác nhau. Cũng đã có báo cáo về việc Kadokawa nộp hồ sơ đăng ký thương hiệu cho KanColle trên các phương tiện truyền thông giải trí khác nhau. Một bộ thẻ mang hình các nhân vật dựa trên trò chơi đã được phát hành vào ngày 28 tháng 3 năm và đã tiêu thụ được 1,7 triệu bộ cho lần xuất hàng đầu tiên.
Vào tháng 9 năm 2013, một dự án hợp tác thực hiện anime kết hợp giữa Kantai Collection và Aoki Hagane no Arpeggio đã được công bố. Các họa sĩ chịu trách nhiệm thiết kế cho Kantai Collection sẽ thực hiện vẽ một số thẻ cho tập cuối của bộ anime Aoki Hagane no Arpeggio như một sự giao lưu của các nhân vật với loạt Kantai Collection. Một sự kiện của Aoki Hagane no Arpeggio được tổ chức đặc biệt cho Kantai Collection cũng đã diễn ra từ ngày 24 tháng 12 năm 2013 đến ngày 08 tháng 8 năm 2014.

## Đón nhận

### Người chơi

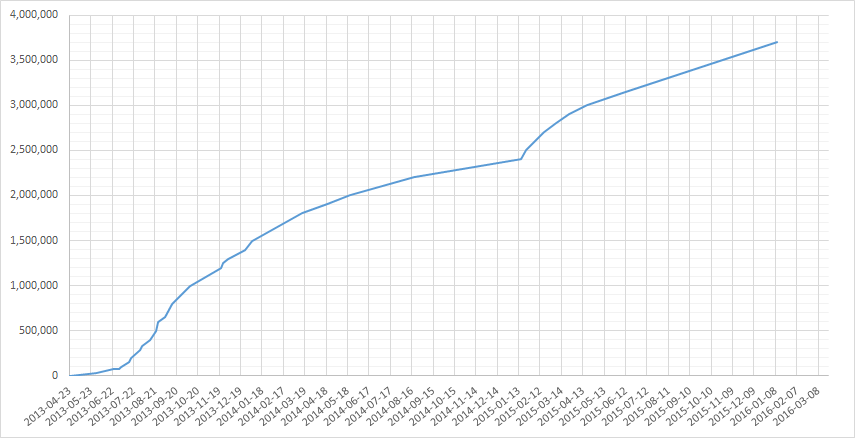
Biểu đồ thể hiện số lượng người đăng ký tính đến tháng 11 năm 2013.

Vì sự nổi tiếng của trò chơi bên tại Nhật Bản, kết quả là một lượng lớn máy chủ đã được đưa vào sử dụng vào đầu năm 2013 để đáp ứng số lượng ngày càng tăng của người chơi. Trong tháng 8 năm 2013, số lượng người chơi mới tăng vọt lên 100.000 người trong vòng một tuần, với tổng số 600.000 người trong đó 350.000 người chơi hoạt động hàng ngày. Đến tháng 9 năm 2013, thì được báo cáo rằng đã có hơn 800.000 tài khoản đã được kích hoạt. Con số này tăng lên 1 triệu vào ngày 9 tháng 10 năm 2013. Đến tháng 5 năm 2014, thì đã có 2 triệu người đăng ký tài khoản. Một trong những điểm làm nên sự thành công của trò chơi là người chơi không bị buộc phải chi tiền như các trò chơi xã hội cũng như các trò free-to-play khác. Ước tính rằng người chơi chi tiêu ít tiền vào trò chơi hơn so với các trò chơi nổi tiếng khác của Nhật như Puzzle & Dragons, THE iDOLM@STER hay Love Live!.

### Kinh tế
Với lượng người chơi lớn như thế thì khả năng ảnh hưởng đến thị trường là điều không tránh khỏi, cụ thể như khả năng tạo sự chi phối trong thị trường sản phẩm công nghệ tại Nhật Bản. Theo một báo cáo của công ty nghiên cứu BCN thì thị phần máy tính bảng của Microsoft Windows đã tăng đột biến đến 15% trong năm 2013, gấp 5 lần so với năm trước đó điều chưa từng xảy ra ngoài Nhật. Lý do một phần là vì các hệ máy của các đối thủ cạnh tranh lớn nhất với các thiết bị máy tính bảng Windows tại Nhật Bản sử dụng hệ điều hành Android không có khả năng để chơi trò này.
|                                                                          |
| Biểu đồ so sánh số lượng hàng hóa dōjinshi tại Comiket 85 (Winter 2013). |

Sự chú ý đến trò chơi bắt đầu tăng sau sáu tháng phát hành, nói thẳng ra là Kantai Collection thường được so sánh với Touhou Project về khả năng thu hút sự chú ý của những người hâm mộ khi mới bắt đầu xuất hiện. Hiện đã có một sự gia tăng lớn số người đăng ký và hoạt động trực tuyến cùng một lượng khổng lồ sản phẩm phái sinh do người hâm mộ thực hiện như doujinshi, tranh vẽ, CD nhạc, game nghiệp dư, figure, art-book, v.v... Đến tháng 4 năm 2014 thì đã có hơn 150.000 hình vẽ nghệ thuật trên Pixiv được gắn nhãn KanColle với sự tham gia của 38.000 họa sĩ khác nhau cũng như các đoạn phim có liên quan tới tác phẩm ở Niconico đã thu hút 69,7 triệu lượt người xem. Tại sự kiện Comiket lần thứ 85 thì có 1.136 loại mặt hàng dōjinshi liên quan được bày bán, giữ vị trí thứ ba sau Touhou Project (2.272) và Kuroko no Basuke (1.462) và trước THE iDOLM@STER và Vocaloid. Đây có thể được xem là một sự bứt phá so với sự kiện Comiket lần thứ 84 khi mà tác phẩm chỉ mới có hơn 100 loại sản phẩm. Các sản phẩm dōjinshi này cũng đã được làm và bán ở ngoài Nhật Bản tại sự kiện của KanColle do người hâm mộ tổ chức như tại Thượng Hải ngày 22 tháng 2 năm 2014 và Đài Bắc ngày 29 tháng 3 năm 2014.

### Doanh thu
Phát biểu tại một hội nghị chuyên đề được tổ chức bởi Viện nghiên cứu của ASCII Kadokawa vào ngày 27 tháng 9 năm 2013, chủ tịch hội đồng quản trị của Kadokawa Group Holdings, ông Kadokawa Tsuguhiko đã nói rằng mặc dù trò chơi đã khá phổ biến nhưng Kantai Collection một mình nó thì gần như là không sinh lợi nhuận gì cho công ty, một phần do trò chơi được thực hiện trên sự hợp tác liên kết của các công ty. Vì thế tập đoàn muốn nhắm đến một thị trường lớn hơn thay vì chỉ thu phí trong trò chơi, đó là cơ hội cho hàng loạt sản phẩm nhượng quyền thương mại sẽ được phát triển như tiểu thuyết, manga... hay bao gồm cả vấn đề sở hữu trí tuệ cùng giá cổ phiếu tăng vọt. Giá cổ phiếu của tập đoàn cũng đã tăng 1000¥ vào khoảng tháng 6 năm 2013, sau khi trò chơi thực hiện cú bứt phá đầu. Vì thế mô hình trò chơi miễn phí sẽ vẫn được duy trì dù việc này không mang lại nhiều doanh thu từ chính trò chơi.

### Danh hiệu và đánh giá
Trong danh sách các từ nhóm được dùng nhiều nhất năm 2013 mà Twitter công bố vào ngày 12 tháng 12 năm 2013 thì cụm #艦これ là từ nhóm được dùng nhiều nhất năm của những người tham gia Twitter tại Nhật Bản. Trò chơi cũng là thứ được tìm kiếm nhiều thứ tám trên Google Nhật Bản năm 2013. GameSpark đã trao cho Kantai Collection danh hiệu Trò chơi của năm vào ngày 30 tháng 12 năm 2013, vượt qua Liên Minh Huyền Thoại, World of Tanks và Final Fantasy XIV: Shinsei Eoruzea. Một cuộc khảo sát được thực hiện bởi 4gamer tham khảo 151 nhà phát triển trò chơi điện tử nổi tiếng khác nhau của Nhật Bản về việc tác phẩm nào nên được xem là trò chơi hay nhất của năm 2013 thì chín đã chọn Kantai Collection. Trong số những người được hỏi có Yoshida Naoki của Square Enix người đạo diễn Final Fantasy XIV đã nói rằng Kantai Collection là sự trả lời cho World of Tanks và ông ấn tượng với mô hình kinh doanh này của trò chơi trong khi đó Hayashi Seiji đạo diễn của Hatsune Miku: Project DIVA đã gọi trò chơi là "Đầy sáng tạo". Tác phẩm còn được nhận danh hiệu Trò chơi mới của năm trong lễ trao giải của Tổng công ty WebMoney năm 2013, như một tựa mới trong thị trường trò chơi điện tử.

### Chính trị
Một bài xã luận trên tờ Hankook Ilbo của Hàn Quốc vào ngày 04 tháng 11 năm 2013 cáo buộc rằng sự phổ biến mạnh mẽ của trò chơi là do một sự thay đổi hướng tới chính trị bảo thủ trong giới trẻ tại Nhật Bản sau cuộc suy thoái kinh tế dài hạn và bất ổn chính trị cũng như trò chơi này cổ súy cho lực lượng Hải quân Đế quốc Nhật Bản thời chiến tranh. Để phản bác lại bài xã luận của Hankook Ilbo, Akky Akimoto của tờ The Japan Times không đồng tình với ý kiến cho rằng thiết kế của trò chơi cố tình tạo điều kiện cho bất kỳ sự thay đổi chính trị và lập luận rằng các loạt anime Uchū Senkan Yamato những năm 1970 cũng từng chịu các chỉ trích tương tự nhưng chúng có rất ít ảnh hưởng đến chính trị.